# Freeport (Florida)
Freeport es una ciudad ubicada en el condado de Walton en el estado estadounidense de Florida. En el censo de 2010 tenía una población de 1.787 habitantes y una densidad poblacional de 40,71 personas por km².

## Geografía
Freeport se encuentra ubicada en las coordenadas 30°30′57″N 86°8′10″O / 30.51583, -86.13611. Según la Oficina del Censo de los Estados Unidos, Freeport tiene una superficie total de 43.9 km², de la cual 43.3 km² corresponden a tierra firme y (1.36%) 0.6 km² es agua.

## Demografía
Según el censo de 2010, había 1.787 personas residiendo en Freeport. La densidad de población era de 40,71 hab./km². De los 1.787 habitantes, Freeport estaba compuesto por el 87.58% blancos, el 2.91% eran afroamericanos, el 1.79% eran amerindios, el 1.68% eran asiáticos, el 0.06% eran isleños del Pacífico, el 3.25% eran de otras razas y el 2.74% pertenecían a dos o más razas. Del total de la población el 9.07% eran hispanos o latinos de cualquier raza.